# Ennio Quirino Visconti

Ennio Quirino Visconti

Ennio Quirino Visconti (Roma, 1º novembre 1751 – Parigi, 7 febbraio 1818) è stato un archeologo, politico e museologo italiano.

## Biografia
Era il figlio del prefetto pontificio per le antichità Giovanni Battista Antonio Visconti.
Collaborò con il padre per l'edizione di un catalogo per la collezione del Museo Pio-Clementino. In seguito proseguì da solo l'opera del padre e divenne conservatore dei Musei Capitolini di Roma e console della Repubblica romana del 1798-1799.
Nel 1799 andò a Parigi come rifugiato politico, e divenne curatore delle antichità al Louvre. Nel 1803 divenne professore e membro dell'Institut de France.
Si occupò di iconografia greca e di plastica romana. Scrisse anche il primo volume sulla iconografia romana che per molti anni ha costituito il punto di riferimento sull'argomento. I rimanenti tre volumi furono pubblicati, dopo la sua morte, fino al 1826.

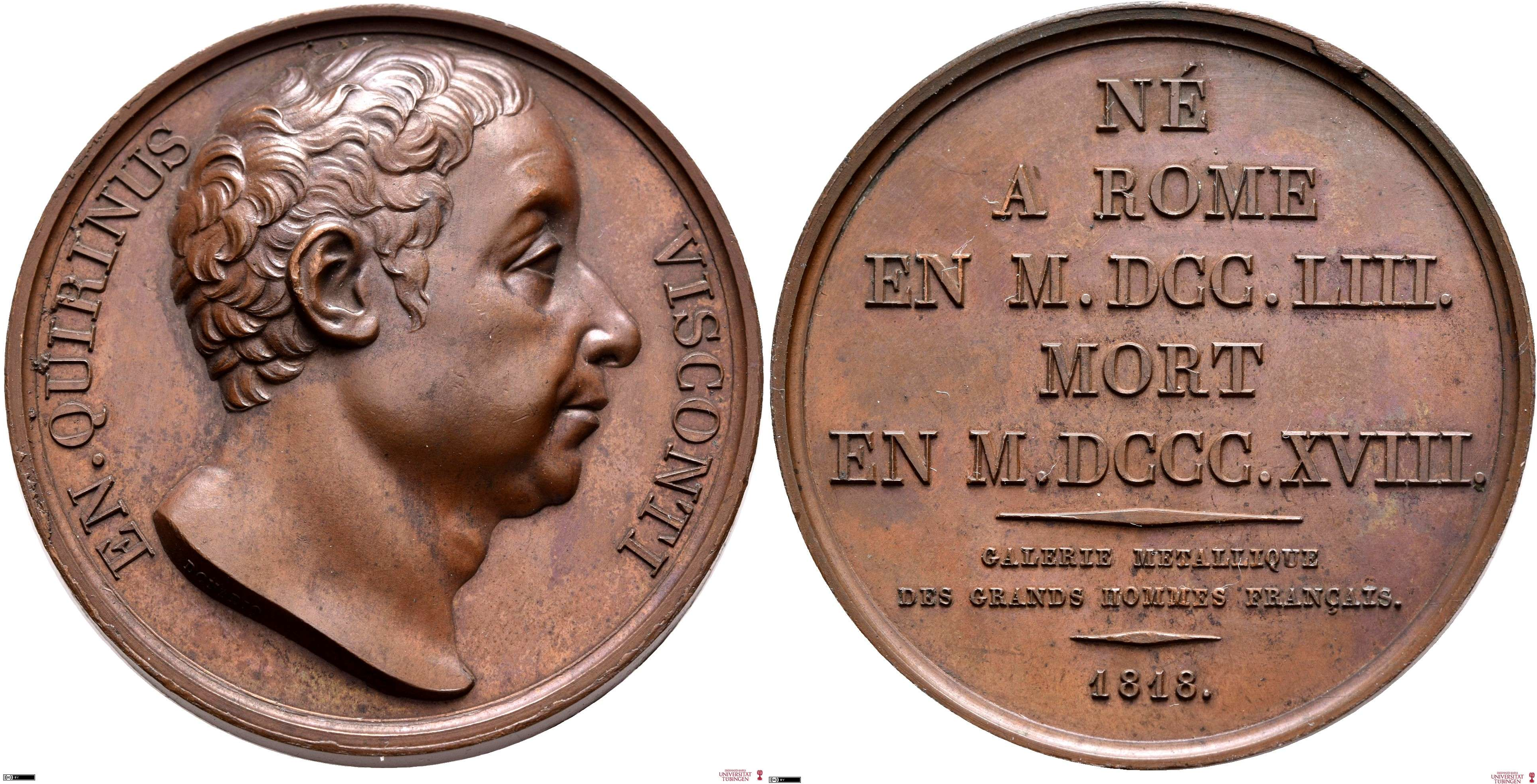
Medaglia commemorativa di Ennio Quirino Visconti (1818)

Nel 1818 (anno della sua morte) gli fu dedicata una medaglia.
Suo figlio fu l'architetto francese Louis Visconti.

## Opere
- Iconographie grecque (1808).
- Primo volume di Iconographie romaine (4 voll., 1817–1826), terminato da Antoine Mongez.

## Riconoscimenti
All'archeologo repubblicano è stato intitolato l'omonimo liceo classico, il più antico di Roma. A lui è dedicato uno dei 229 busti di italiani illustri che ornano la passeggiata del Pincio a Roma.